# Gudbrandsdalslågen
 (avril 2021).
Si vous disposez d'ouvrages ou d'articles de référence ou si vous connaissez des sites web de qualité traitant du thème abordé ici, merci de compléter l'article en donnant les références utiles à sa vérifiabilité et en les liant à la section « Notes et références ».

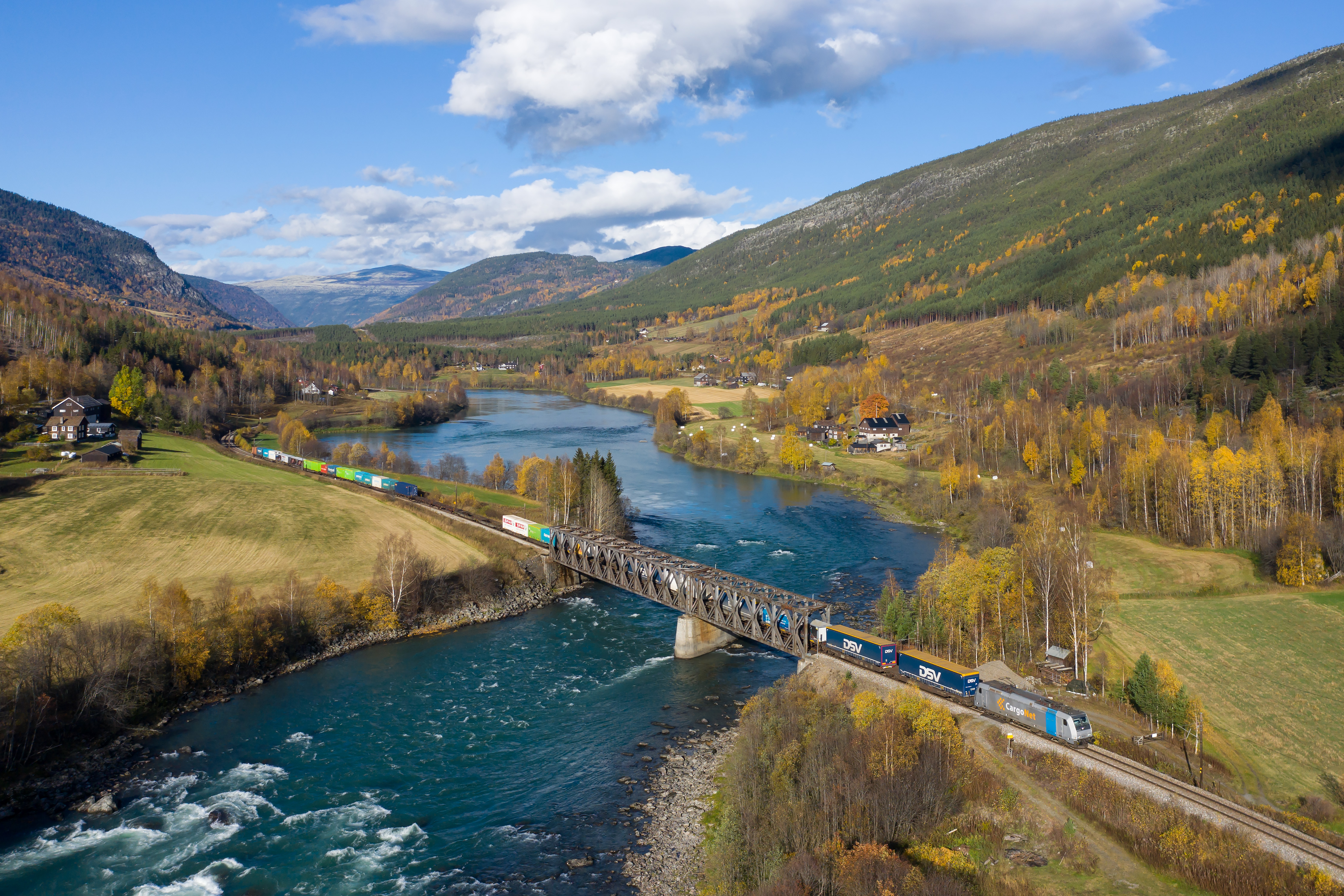
La ligne de chemin de fer entre Kvam et Sjoa traverse la Gudbrandsdalslågen. Octobre 2020.

Gudbrandsdalslågen est un cours d'eau de Norvège. Il part du Lesjaskogsvatnet et se jette dans le Mjøsa.